# Fugu-Plan
Als Fugu-Plan (jap. 河豚計画, Fugu keikaku, engl.: Fugu Plot – ‚Fugu-Komplott‘) wird die Idee des Japanischen Kaiserreichs bezeichnet, jüdische Flüchtlinge in größerem Stil während der 1930er Jahre aus dem Deutschen Reich nach Japan immigrieren zu lassen.

## Bezeichnung
Die Bezeichnung Fugu-Plan leitet sich von der japanischen Spezialität Fugu ab, die aus dem Muskelfleisch des Kugelfisches besteht. Dieser enthält jedoch hochgiftige Bestandteile, die vor dem Kochen entfernt werden müssen, da der Genuss sonst tödlich enden kann. Die Bezeichnung wird in dem 1979 erschienenen Roman von Marvin Tokayer The Fugu-Plan – The untold story of the Japanese and the Jews during World War II (Der Fugu-Plan – Die ungeschriebene Geschichte der Japaner und Juden im Zweiten Weltkrieg) erstmals verwendet. Sie wird im Roman als historischer Ausspruch dem japanischen Marinekapitän Koreshige Inuzuka (犬 塚 惟 重, 1890–1965, Leiter des Shanghaier „Bureau for Jewish Affairs“ (engl.: Büro für jüdische Angelegenheiten) von März 1939 bis April 1942) in den Mund gelegt. Die Metapher „blowfish“ (Kugelfisch) steht in Inuzukas Rede explizit für die Juden, die in den Augen eines japanischen Imperialisten sehr nützlich, aber auch gefährlich sind. Die Vorgänge sind in einigen streng vertraulichen Kriegsdokumenten des japanischen Außenministeriums archiviert, welche nach dem Krieg von den Alliierten beschlagnahmt und in die Library of Congress in Washington verlegt worden sind. In diesen sogenannten Kogan Papers ist jedoch nur von „settlement plans“ (engl.: Siedlungsplänen) und der Gründung eines „jüdischen autonomen Staats“ die Rede. Der Analyse von Wei Zhuang zufolge handele es sich bei der metaphorischen Bezeichnung des „Fugu-Plans“ höchstwahrscheinlich um eine literarische Erfindung Tokayers.

## Zielsetzung
Mit dem Plan sollte das Potential der jüdischen Intellektuellen für den ökonomischen, technologischen und wissenschaftlichen Aufschwung des japanischen Imperiums genutzt sowie möglicherweise Kontakte zu wohlhabenden jüdischen Geschäftsleuten in der westlichen Welt geschaffen werden. Der Plan wurde jedoch nach der Unterzeichnung des Dreimächtepakts 1940 verworfen, da man Deutschland nicht provozieren und die Allianz nicht gefährden wollte.

## Initiatoren
Initiatoren dieses Plans waren die Offiziere Inuzuka Koreshige und Yasue Norihiro. Sie hatten während ihrer Teilnahme im Russischen Bürgerkrieg von den sogenannten Protokollen von Zion gehört und waren fasziniert von der angeblichen Macht der jüdischen Kreise. Diese Offiziere lasen zusammen mit anderen Kollegen und Geschäftsleuten viele weitere antisemitische Publikationen und galten später in Japan ironischerweise als Spezialisten für das Judentum. Es reifte der Gedanke, Juden auf japanischem Boden anzusiedeln. Anfang der Dreißigerjahre wurde der Fugu-Plan zum ersten Mal ernsthaft von der japanischen Regierung in Erwägung gezogen, als man die Invasion der Mandschurei durchführte. Dort gab es schon eine nennenswerte jüdische Population, und die Japaner fragten sich, inwiefern man vielleicht neue jüdische Siedler anlocken könnte, um das neu eroberte Gebiet aufzubauen. Diese Erwägungen wurden aber fallen gelassen, als Repressionen der Kaiserlich Japanischen Armee gegen die jüdischen Bewohner in Harbin bekannt wurden. Eine Kooperation dieser Menschen mit den Japanern war für die nächsten Jahre somit ausgeschlossen.

## Fünf-Minister-Rat
1938 fand eine Konferenz des Fünf-Minister-Rats statt, der sich aus dem Ministerpräsidenten Konoe Fumimaro, dem Heeresminister Itagaki Seishirō, dem  Marineminister Yonai Mitsumasa, dem Außenminister Arita Hachirō und dem Finanzminister Shigeaki Ikeda zusammensetzte. Angesichts der Novemberpogrome sah man die Zeit gekommen, etwas zu unternehmen, allerdings wollte man auch nicht die wachsenden Beziehungen zu Deutschland in Gefahr bringen. Die Konferenz endete mit dem Beschluss, dass Juden nicht aus Japan ausgewiesen werden. Ferner sollten sämtliche in Japan ankommenden jüdischen Flüchtlinge in Kōbe angesiedelt werden. Diese Flüchtlinge mussten später, nach dem Überfall auf Pearl Harbor, nach Shanghai übersiedeln und wurden auf Drängen der mit Japan verbündeten Deutschen im Shanghaier Ghetto untergebracht.

## Flucht nach Japan
Der deutsch-sowjetische Nichtangriffspakt brachte neue Schwierigkeiten für den Transit von Juden nach Japan. In dem seit Sommer 1940 von der Sowjetunion besetzt gehaltenen Litauen stellte der japanische Konsul Chiune Sugihara ohne offizielle Erlaubnis der japanischen Regierung Transit-Visa an jüdische Flüchtlinge aus. Diese Leute konnten anschließend nach Wladiwostok reisen und sich nach Tsuruga einschiffen, sofern sie ein Ausreisevisum von der Sowjetunion erhalten hatten. Offiziell hätten diese Flüchtlinge von Japan aus weiterreisen müssen, aber Tausende Juden konnten sich in Kōbe niederlassen. Als Deutschland am 22. Juni 1941 die Sowjetunion überfiel, gab es zwischen Japan und der Sowjetunion keinen Schiffsverkehr mehr, so dass der Flüchtlingsstrom vom sibirischen Festland zum Erliegen kam. Dies war auch der letzte inoffizielle Höhepunkt des Fugu-Planes. Ab 1942 wurden per Regierungsbeschluss jegliche Bemühungen in dieser Richtung untersagt, um die Allianz mit den anderen Achsenmächten nicht zu gefährden.